# Elloree
Elloree város az USA Dél-Karolina államában, Orangeburg megyében. Lakosainak száma 570 fő (2020. április 1.).
A Szentháromság evangélikus templomot 2008-ban vették fel a Történelmi Helyek Nemzeti Jegyzékébe.

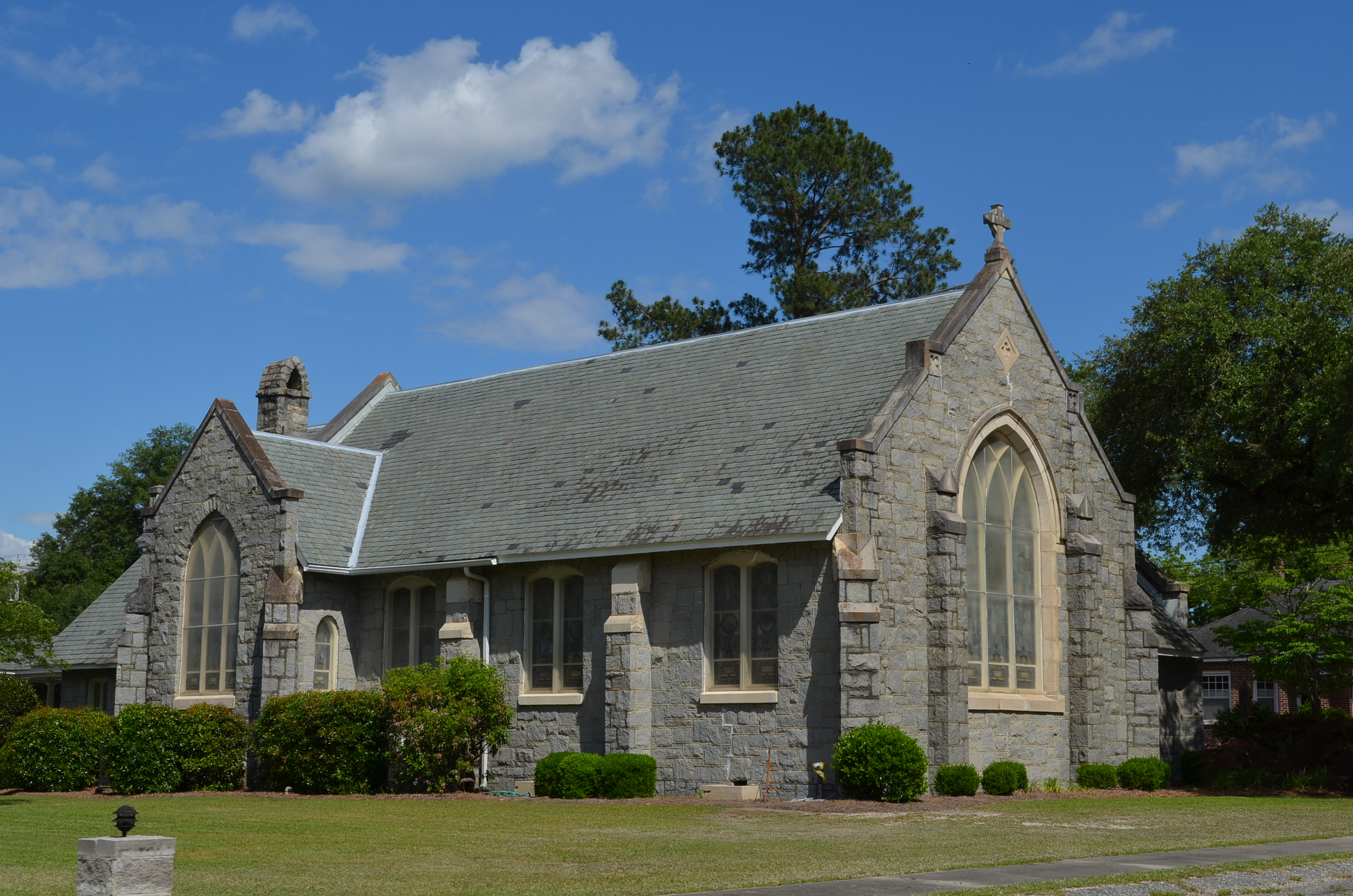
A Szentháromság evangélikus templom 2016 májusában

## Népesség
A település népességének változása:
| Lakosok száma | 742  | 692  | 570  |
|               | 2000 | 2010 | 2020 |